# دونگا بونوشا
دونگا بونوشا (به صربی: Donja Bunuša) یک منطقهٔ مسکونی در صربستان است که در لسکواس واقع شده‌است. دونگا بونوشا ۳۰۶ نفر جمعیت دارد.